# Leconte de Lisle
Charles-Marie-René Leconte de Lisle (wym. [ʃaʁl maʁi ʁəne ləkɔ̃t də lil]; ur. 22 października 1818 na Réunion, zm. 17 lipca 1894 w Voisins niedaleko Louveciennes) – francuski poeta, filozof, filolog klasyczny i krytyk literacki epoki romantyzmu, przedstawiciel pesymizmu, tłumacz literatury klasycznej, autor sformułowania „sztuka czysta” oraz propagator hasła „sztuka dla sztuki”. Kontynuator „szkoły pogańskiej” filozofii; także rewolucjonista oraz utopijny socjalista, członek Akademii Francuskiej. Obok Évariste de Parny’ego i Léona Dierxa jeden z wielkich pisarzy Réunion. We Francji nazywany potocznie „Poetą religii”, ateista.
Uznany za najwybitniejszego przedstawiciela nurtu zwanego parnasizmem oraz jednego z najwybitniejszych poetów XIX-wiecznej literatury francuskiej. Za życia stawiany był często wyżej od Victora Hugo, autor liryki opisowej – zwłaszcza przyrody egzotycznej – i filozoficzno-refleksyjnej o wymowie pesymistycznej i nihilistycznej, przepełnionej aluzjami dotyczącymi religii dalekowschodnich, Biblii oraz mitologii greckiej. Przez literaturoznawców był ceniony za doskonałość formy i stylu, w późniejszym jednak czasie krytykowany za przesadnie rygorystyczną akademickość.
Leconte de Lisle był mistrzem twórców takich jak Stéphane Mallarmé czy Sully Prudhomme; przez Arthura Rimbauda wliczony w grono tzw. „wysokich Jasnowidzów”. Współcześnie zapomniany, odegrał znaczący wpływ na rodzący się modernizm oraz pokolenie Młodej Polski.
Od nazwiska parnasisty wzięła nazwę ulica w Paryżu, Rue Leconte de Lisle, znajdująca się w miejscowości Mennecy, w regionie Île-de-France, w departamencie Essonne, a także statek kursujący w latach 20. i 30. XX wieku po Oceanie Indyjskim.

## Pochodzenie
Poeta był synem chirurga wojskowego armii Napoleona Bonaparte i plantatora trzciny cukrowej, Charles’a Marie Leconte’a de Lisle’a, który urodził się w 1794 w Dinan (Côtes-du-Nord), jego rodzina pochodziła zaś z Pontorson – miejscowości leżącej na pograniczu Normandii i Bretanii. Na Ile de Bourbon Leconte de Lisle-ojciec osiedlił się w 1816, gdzie wkrótce poślubił młodszą o sześć lat bogatą Kreolkę, Anne Suzanne Marguerite Élysée de Riscourt de Lanux (1800-1872), pochodzącą ze starego, szlachetnie urodzonego rodu w prostej linii spokrewnionego z pierwszym bardem Réunion – Évariste de Parnym. Historia osiedlenia się rodziny de Lanux na wyspie sięga lat dwudziestych XVIII wieku. Pradziadkiem Anne Suzanne był bowiem niejaki Jean François de Lanux, który opuścił rodzinną Langwedocję w 1720 i od tego czasu osiadł na Ile de Bourbon jako markiz François de Lanux.

## Życiorys
Przyszedł na świat 22 października 1818 w Saint-Paul, na wyspie Ile de Bourbon (współcześnie Réunion) niedaleko Madagaskaru. Do Francji przybył już jako trzyletni chłopiec w 1821, a do 1828 przebywał w Nantes. Następnie wrócił na rodzinną wyspę, gdzie z dala od miejskiego zgiełku spędził lata młodości, aż do dziewiętnastego roku życia, kiedy to rozpoczął nieudane studia prawnicze. Dość wcześnie chłopiec zetknął się na wyspie z ciemną stroną kapitalizmu: widok okrucieństw dokonywanych przez białego człowieka na ludności murzyńskiej do głębi wstrząsnął przyszłym poetą, zrodził w nim ideały humanistyczne i zaważył na jego dalszym światopoglądzie (również w latach kryzysu). Wiele dojrzałych poematów wraca do tego doświadczenia.
Lecz to widmo, ta rana, ten krzyk, te cierpienia?!

 To stało się tak dawno. O nocy zaklęta,

 Nicości, weź mnie z sobą! – Prawdy nic nie zmienia:

 Ktoś wyrwał moje serce. Wciąż o tym pamiętam.
Podczas pobytu na Réunion po raz pierwszy zakochał się. Obiektem jego uczucia była Marie-Elixène de Lanux Naciede, daleka kuzynka i – jak się okazało – miłość życia poety, która zmarła w wieku dziewiętnastu lat. Jej śmierć de Lisle odczuł boleśnie, a Elixène pojawiała się odtąd zarówno w jego najwcześniejszych juweniliach, jak i w wierszach pisanych w wieku starczym. Liryki pisane z pamięcią o niej stanowią bodaj jedyne „tak” (na przekór ostentacyjnie pojawiającym się w nich akcentom marności i przemijania) w przepełnionej rozpaczą twórczości Leconte’a de Lisle’a.
Pięknej nimfy nogi

 Pląsają wśród wilgotnej i wonnej murawy.

 Ale śmierć także czyha.

 Odpoczywasz wśród zmarłych bliskich mojej duszy,

 O księżniczko pierwszych mych marzeń.

 Oby ma dusza była śmierci godna,

 Całusów pierwszych zapachem spryskana.

 Więc ci przebaczam wszystkie me bóle i troski,

 Boś mi serce owiała wonią nieskalaną,

 Której ni czas nie zgłuszy, ni zimna mogiła.
Korzystając z nadmiaru wolnego czasu na Ile de Bourbon, zainteresował się encyklopedystami oraz nową literaturą. Jego pierwszymi fascynacjami literackimi były dzieła wczesnych francuskich romantyków oraz przedstawicieli tzw. „szkoły pogańskiej”. Przyszły poeta w wieku siedemnastu lat przepisywał wiersze Évarista de Parny’ego (pierwszego wielkiego poety Réunion) i Louisa-Pierre’a-Marie-François Baoura-Lormiana. Uwielbiał czytać George Sand, Huguesa-Félicitéa-Roberta de Lamennaisa i Alphonse de Lamartine’a, w którym widział uduchowionego André Chéniera, „ucznia Chrystusa, tego wzniosłego wybawcę poezji” (Chénier stał się w późniejszym czasie jednym z nieżyjących mentorów parnasizmu). Pociągał go mesjanizm Edgara Quineta.
W 1837 został wysłany do Bretanii na studia prawnicze. W pięć lat później został jednak wydalony z tamtejszego uniwersytetu ze względu na słabe wyniki; prawem zajmował się bowiem zupełnie bez entuzjazmu, poświęcając się raczej literackim pasjom. Na dwa lata ponownie powrócił na rodzinną wyspę.
W 1845 ostatecznie opuścił Réunion, by osiedlić się w Paryżu. Tutaj na poważnie poświęcił się realizowaniu swojego marzenia – bycia wielkim poetą. Zbiegło się to z prywatną znajomością z socjalistycznym filozofem „szkoły pogańskiej”, Louisem-Nicolasem Ménardem. Leconte de Lisle szybko stał się jednym ze stałych bywalców „Strychu” Ménarda na placu de la Sorbonne, gdzie uczęszczali również: Théodore de Banville, Gérard de Nerval oraz Charles Baudelaire. Ménard z kolei do końca stał się najważniejszym mentorem i światopoglądowym nauczycielem młodego poety.
W Paryżu na nowo odżyło młodzieńcze przerażenie okrucieństwem człowieka, tym razem jednak związane z pewną nadzieją na reformę świata. „Marzył o rewolucji społecznej i kiedy w lutym 1848 rewolucja wygnała Ludwika Filipa uwierzył, że ludzkość nareszcie rzuciła okowy”. Rzucił się w wir walki. Służył wówczas jako agitator na prowincji. Zaczął głosić republikańską ewangelię, proklamacje w sprawie zniesienia niewolnictwa, wrażliwości oraz równości. Wkrótce (1851) doszło jednak do zamachu stanu. Nadzieje poety były wielkie, klęska – ogromna. Po raz kolejny wiara w człowieka uległa ruinie, a de Lisle popadł w rozpacz, z której nie zdołał się uwolnić już do ostatnich chwil życia. Pesymizm jego kolejnych wierszy pogłębił się: prawdziwym zbawieniem cierpiącej ludzkości stało się „nie-istnienie”, zaś bycie człowiekiem okazało się być jedynie „wstydem” i „wstrętem”.
Następne lata były dla niego szczególnie trudne. Nie miał stałych źródeł dochodu, popadł w długi, nie zdobył również sławy poetyckiej, na którą liczył. W jego życiu osobistym dominowały rozczarowania. W 1857 ożenił się z, młodszą o 15 lat, Anne Adélaïde Perray; by żyć, musiał jednak przyjąć pensję od cesarskiego rządu.

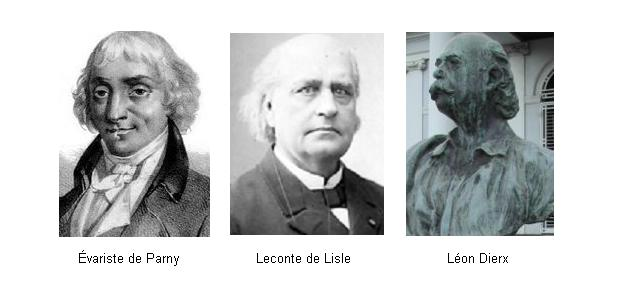
Trzej poeci Réunion:
Évariste de Parny (1753–1814) – Leconte de Lisle (1818–1894) – Léon Dierx (1838–1912)

Jego problemy materialne i osobiste zakończyły się, kiedy wniknął w formującą się grupę poetycką, która w przyszłości przyjęła nazwę – Le Parnasse. Właśnie pośród tego grona z wolna przybierał rozgłos, który niebawem miał go postawić na piedestale, wyższym nawet od – najwyższego dotychczas – Victora Hugo. Wysunięto go na czoło nowej literatury. Stał się przywódcą grupy „nowej poezji”, która zbierała się co sobotę w jego mieszkaniu na piątym piętrze nowego domu przy bulwarze des Invalides, aby pobierać od niego nauki lirycznego warsztatu. Sam Leconte de Lisle uważał swoje przywództwo za misję, następstwo François de Malherbe’a.
Kłopoty materialne poety zostały rozwiązane. III Republika Francuska odnosiła się do niego nadzwyczaj życzliwie. W 1873 otrzymał synekurę w postaci posady bibliotekarza w Senacie, a państwo obdarzyło go mieszkaniem w École des Mines przy bulwarze Saint-Michel. Wkrótce zyskał nawet posadę na Académie française. Otaczali go sławni ludzie, księżniczki i światowe damy. Był bywalcem salonów i postacią powszechnie znaną wśród najbogatszych elit. Wszystko to nie przyniosło jednak szczęścia poecie. Pomimo długo oczekiwanego sukcesu osobistego, Leconte de Lisle coraz bardziej pogrążał się w rozpaczliwej niezgodzie na zastany obraz świata; poeta nazwał swoją współczesność „wiekami przeklętymi” gnuśniejącymi „bez serc i bez ducha”, zabijającymi Boga „z napuchniętą kieszenią” i „z przekleństwem aż po wieczne czasy”. Cnotę nazwał „czczym słowem”, Miłość – „żółcią”, Nadzieję – „złocistym złudzeniem”, a Serce – kryjówką „złowrogiego dogmatu”. Pomimo buntowniczego tonu niektórych wierszy z tego okresu, w duchu parnasisty dominowało raczej poczucie beznadziei i duchowego wyczerpania, zwątpienie w wartości chrześcijańskie, a nawet przekonanie o tym, że Bóg opuścił człowieka. Powrócił również ból po niegdysiejszej utracie Marie-Elixène de Lanux Naciede oraz wspomnienie okrucieństw „białego człowieka”.
Poeta podupadł na zdrowiu. Przez jakiś czas odwiedzał go przyjaciel – Charles Baudelaire. Leconte de Lisle zmarł nagle 17 lipca 1894 w domu jednej ze swoich przyjaciółek, pani Beer, w Louveciennes koło Wersalu. Pochowany został na cmentarzu w Saint-Paul w rodzinnym Réunion.
Jeden z pomników parnasisty, przedstawiający go w towarzystwie uskrzydlonej bogini, stoi dzisiaj na Jardin du Luxembourg. Drugi pomnik znajduje się w Saint-Denis, na Réunion. W Louveciennes znajduje się z kolei tabliczka pamiątkowa Leconte’a de Lisle’a.

## Twórczość

### Wiersze
Charles-Marie-René Leconte de Lisle, „poeta religii” i „poeta krajobrazów”, do dziś uważany jest za twórcę wysoce kontrowersyjnego, a więc takiego, który wciąż wywołuje ogrom sprzecznych, nieraz biegunowo różnych sądów i opinii. Spomiędzy wielu innych powodów, dotyczy to przede wszystkim jego dość niejasnej pozycji w panteonie literatury francuskiej (pomimo powszechnego uznania go za jednego z najwybitniejszych jej przedstawicieli) oraz wielokrotnie błędnych interpretacji jego twórczości.

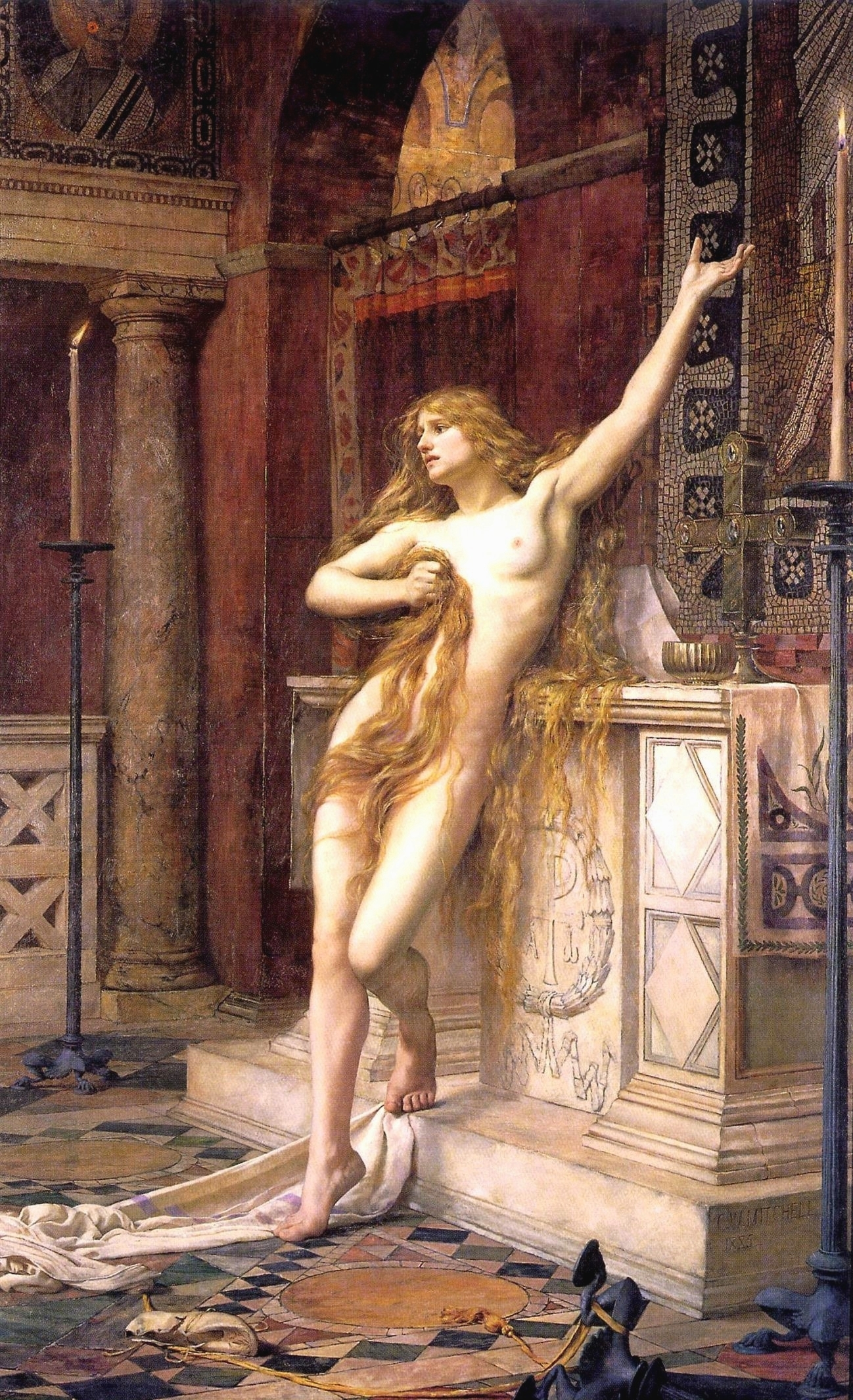
Hypatia z Aleksandrii na obrazie Charlesa Williama Mitchella; w wierszach de Lisle’a historyczny symbol fatum świata

Najwcześniejsze próby poetyckie Charles’a Leconte’a de Lisle’a – które autor zaczął pisać pod wpływem doświadczenia pierwszej nieszczęśliwej miłości do Marie-Elixène de Lanux Naciede (1821-1840) – osadzone były mocno w tradycji romantycznej, a formę nadawały im zwłaszcza liryki miłosne Alphonse de Lamartine’a, orientalne dywany Victora Hugo oraz poematy narracyjne Alfreda de Vigny. Leconte dość mocno uderzał wówczas w ton elegijno-sentymentalny, nieco „łzawy”, wtórny i bez wątpienia epigoński względem przebrzmiewającej już epoki. Z czasem starał się jednak przezwyciężyć owe wpływy literatury pokolenia, z którym coraz mniej się utożsamiał, co w kilka lat później doprowadziło wręcz do ostrej krytyki dotychczasowej literatury. Miało to swoje podstawy przede wszystkim w pełnym bolesnych rozczarowań życiu poety. Tendencja do zanegowania dziedzictwa romantycznego oraz pragnienie autorytetu nowej, nie obarczonej społeczno-ideologicznymi postulatami, „poezji czystej” – bezpośrednio zrodziły program parnasizmu, którego de Lisle był głównym inicjatorem i „niekoronowanym” przywódcą. Oblicze nurtu, choć rewolucyjne, to jednak sięgało do tradycji starożytnych. Głównym postulatem parnasizmu Leconte’a de Lisle’a było zerwanie z dotychczasowym egotyzmem i profetyzmem, a także introwertycznym, nadmiernie emocjonalnym i subiektywnym romantyzmem na rzecz obiektywnej, filozoficzno-refleksyjnej analizy świata. Jak zauważa Janusz Strasburger, jego dojrzałą poezję charakteryzuje „świadome zamknięcie się we własnym świecie poetyckim o podstawowych składnikach treści i formy wyraźnie skrystalizowanych”. Szczególnie doniosłą rolę zaczął pełnić u niego opis – obraz dziki pozbawiony jakichkolwiek prób przełożenia symbolów Przyrody na świat emocjonalny człowieka czy nawet jakichkolwiek znamion obecności jednostkowych uczuć. Jest to opis chłodny, zmonumentalizowany, malarski w stylu akademickim, porównywany nieraz do obrazów Paula Cézanne’a, wokół którego kumulowała się myśl przewodnia wiersza. Cytowany wyżej Janusz Strasburger wychwytuje wręcz wyraźne analogie między stylem, w jaki poeta tworzy opis przyrody a techniką montażu filmowego. Rzadko spotykanym zabiegiem formalnym, z którego skorzystał tu de Lisle okazało się wprowadzenie miary czasu w opisie spadania w otchłań; niejako opisywanie przestrzeni za pomocą pojęć czasowych („z godziny na godzinę schodzę”). Godne uwagi są również wartości muzyczne i dźwiękowe poezji Leconte’a de Lisle’a, które stały się inspiracją dla ówczesnej muzyki poważnej. Filozoficzne dociekania w połączeniu z wyrafinowaną formą stanowią o trudności przekładu jego wierszy na inne języki.
W powszechnej percepcji wiersze Leconte’a de Lisle’a charakteryzują się walorami formalnymi (zwłaszcza jeżeli chodzi o opisy krajobrazowe „niemające sobie równych w poezji współczesnej”); ich kształt jest nienaganny, klasyczny, przypominający architektoniczną konstrukcję, operujący symetrią. Wersyfikacją rządzi pewna monotonia, harmonizująca z pozornie niewzruszoną postawą poety, monumentalizm i konsystencja marmuru. W formie takiej doskonale odnajduje się chłodny obiektywizm autora, który z czasem stał się podstawą o oskarżenie poety o rzekomy „brak uczuć”. Dwaj francuscy historycy literatury, G. Lanson i P. Tuffrau, na przekór tej opinii zauważają: „Leconte de Lisle nie był, jak mówiono, człowiekiem niedostępnym wzruszeniom. Był człowiekiem zrozpaczonym”. Za zasłoną twardego obiektywizmu, w niektórych wierszach parnasisty dość wyraźnie wyczuwa się ton osobisty, głęboki żal oraz wybuchy litości dla cierpienia, grzechu i nietrwałości ludzkiego życia. Wszystko to przysłaniała jednak pewna powściągliwość poety, forma nie pozwalająca na romantyczne „rozrzewnienie”. „Nie chciał być niewzruszony, ale nie chciał też mówić o sobie” – toteż wiersze de Lisle’a ukazują świadomy zamiar, czy wręcz trud dążący do uogólnienia intymnych rozterek autora; do doszukiwania się w nich pewnych pierwiastków ogólnoludzkich.

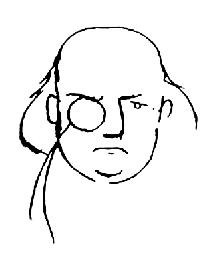
Portret Leconte’a de Lisle’a autorstwa Paula Verlaine’a

Leconte de Lisle postrzegany jest zazwyczaj jako gorzki nihilista (co ważne, łączący głęboki klasycyzm formy z zaprzeczeniem klasycznych ideałów humanistycznych), toteż głównym tematem spajającym utwory ze wszystkich okresów twórczości autora Snu kondora jest zagadnienie niebytu. Jego filozofia egzystencji była myślą o skrajnej rozpaczy. „Życie wywoływało w nim smutek zrodzony z bezwzględnego pesymizmu. Wszystko polega na złudzeniu, na ciągłym przemijaniu zjawisk. Nic nie trwa, nic nie istnieje, nawet Bóg. Istnieje tylko śmierć. W niektórych wierszach Leconte’a de Lisle wyczuwa się (...) pragnienie śmierci”. Pod pozornie stoicką postawą krył się „wstyd z bycia człowiekiem”; procesowi gnilnemu podlegały przy tym w pierwszej kolejności najświętsze wartości podtrzymujące sens życia ludzkiego. Jedyną absolutną i niezmienną prawdą świata okazało się cierpienie, a jedyną sferą eschatologiczną czekającą na człowieka – piekło, co gorsza: częstokroć niezawinione i podsycane złudnymi nadziejami na zbawienie.
Z socjologicznego punktu widzenia większość wierszy Leconte’a de Lisle’a opiera się na krytyce ideałów pozytywistycznych; są one wyrazem wyobcowania i buntu jednostki w świecie pozbawionym Boga (na kilka lat przed Frderykiem Nietzsche pojawia się w nich idea „śmierci Boga”). Stale powracające na przestrzeni lat motywy „niebytu”, „złudzenia” i „przemijalności” wywodzą się bezpośrednio z intelektualnych fascynacji poety filozofią buddyjską i hinduizmem, które podbudowały ostrą krytykę kapitalistycznego społeczeństwa oraz stosunków międzyludzkich w ogóle, w sensie uniwersalnym. Wiersze takie jak Południe czy In excelsis przedstawiają niebyt jako szczytową fazę rozwoju człowieka, który wyzbywa się wszelkich pragnień; poczucia zarówno dobra, jak i zła egzystencji, a nawet instynktów społecznych.
Pod tym kątem de Lisle rozważał również metaforycznie ujętą śmierć Boga i Szatana we współczesnej poecie cywilizacji opartej na materializmie oraz ideałach pozytywistycznych. Parnasista okazuje się tutaj prekursorem diagnoz „bezbożnego świata” – świata „bezkształtnego, chropawego”, które w wyrazistej formie pojawią się pod koniec XIX wieku u Stéphane’a Mallarmégo, a przede wszystkim w filozofii wspomnianego wyżej Fryderyka Nietzsche. Rozwój konsumpcyjnego społeczeństwa jest ślepą uliczką na drodze do postępu; prawa tłumu niszczą indywidualizm i wolność człowieka, wartości duchowe wyparte zostają przez instynkt przetrwania toteż znika pojęcie moralności, a wraz z nim jakakolwiek możliwość rozróżnienia pomiędzy dobrem a złem. Skoro Bóg przejawia się w duchowości człowieka, a ta została zabita przez dobra materialne i chęć zysku – to również Bóg został zabity. Ludzkie życie pojmował poeta jako „święty Głód”, Sacra fames – nieodwracalnie wpisane w egzystencję wieczne pożeranie się istot, jak gdyby powzięte z pesymistycznej filozofii Giacomo Leopardi oraz stanowiące zapowiedź myśli Arthura Schopenhauera.
Pociesz się! Jutro będziesz w drapieżnym swym szale

 Żarł ludzi – i przez ludzi zostaniesz wchłonięty.

 Bo święty Głód jest mordem w prawa majestacie,

 Od samych głębin cienia po blasków głębiny!

 Więc, człowieku czy bestio – ofiaro lub kacie –

 Wyście w obliczu Śmierci tak samo bez winy.
Poeta dość wyraźnie przeciwstawia święcącej tryumfy kulturze i cywilizacji – chwilowo tłamszone, lecz potężne siły przyrody. Często pojawiają się opozycje: skazany na śmierć ludzki motłoch a wiecznotrwała, pochłaniająca dżungla. Człowiek Leconte’a de Lisle’a (czy to jednostkowy, czy też wpisany w tłum) z racji swojej przemijalności przeznaczony jest nicości, a więc nosi w sobie piętno katastrofy. Niezmienna i nieśmiertelna, bo stale się odradzająca, jest natomiast Przyroda wyobrażana jako bezosobowy nieogarniony Absolut, noszący co prawda znamiona Boskie, lecz pozostający w obojętności na cierpienia istot rozumnych. Jest to „Puszcza nieskończona z listowiem jak burza”, „Południe, władca Lata”. Obsesyjne dążenie do nicości jako jedynej powinności świata żyjących stworzeń objawiało się w wierszach de Lisle’a zarówno w melancholijnych obrazach lasów tropikalnych o zachodzie słońca, jak i w pełnych buntu, goryczy i agresywnego oskarżenia wizjach katastroficznych. Niektóre wiersze, jak np. Puszcza snują wręcz wizję ostatecznego upadku ludzkości, do którego bezpośrednio przyczynia się zemsta ze strony niszczonej Natury.
Nowoczesny człowiek Leconte’a de Lisle’a, za sprawą industrializacji bezpowrotnie odciągnięty od przyrody i własnych korzeni, staje jak gdyby przed sytuacją powtórnego „wygnania z Raju”.
I przesycony próżnych rozkoszy pucharem,

 Zadyszany pogonią za złudy bezmiarem,

 Zapomniałem, niestety, hymnów swej jutrzenki

 I do zdradzonych bogów nie dotrą me jęki.
Za najważniejszy w twórczości Leconte’a de Lisle’a uważa się zbiór Poematów barbarzyńskich (Poèmes barbares, 1862; wydanie rozszerzone, 1878) zawierający 81 utworów inspirowanych mitologią i tradycją pogańskiej Europy, Afryki, Bliskiego i Dalekiego Wschodu oraz Biblii. Poematy barbarzyńskie są przykładem tzw. „supremacji sztuki”, którą głosił autor. Oznaczała ona obowiązek artysty do zamykania w nieśmiertelnym kształcie poezji wierzeń i sposobu życia ludzkości wszystkich epok, czy to przez zapis egzystencji człowieka w czasach sobie współczesnych, czy też poprzez analizę wieków przeszłych i wysnuwanie z niej wciąż aktualnych refleksji.
W wierszach Poematów barbarzyńskich pojawiają się takie postacie jak Walmiki, Hypatia z Aleksandrii, Hermes Trismegistos, wódz Hjalmar, Naboth czy Neferure. Swego czasu kontrowersje wzbudzały erotyki zbioru, skrywające filozoficzną refleksję poety pod płaszczem historycznym z dziejów ludów skandynawskich. Obrazując mentalność i toporne zwyczaje pogańskich ludów Północy – de Lisle łączył bowiem tematykę miłosną z obrazami surowymi, niejednokrotnie odrażającymi, uderzającymi naturalizmem i epatującymi brutalnością. Przykład może stanowić wiersz Śmierć Hialmara napisany jako monolog legendarnego skandynawskiego herosa w chwili konania na polu walki.
Krew cieknie z oczu; słyszę jakiś szmer daleki,

 Co przypomina wycie wilków albo morze.

 Podleć tu, dzielny kruku, pożeraczu ludzi!

 Niech wejdzie mi do piersi twój dziób jak siekiera.

 Znajdziesz nas tutaj jutro, gdyż nic nas nie zbudzi:

 Wyrwiesz to ciepłe serce dla córki Ilmera.

 (...)

 By złożyć moje serce u stóp ukochanej.
Inne wiersze, zwłaszcza te poruszające tematykę dalekowschodnią (również podejmujące zazwyczaj temat przedśmiertnych chwil człowieka), urzekają z kolei łagodną melancholią, pełną harmonii estetyką oraz zachwytem nad przyrodą podniesioną do rangi sakralnej. Pojawia się w nich rzadki u de Lisle’a-pesymisty pełen nadziei akcent odnoszący się do Boga i ludzkiej egzystencji.
Wnet słychać, jak śmiech jasny w całym świecie dzwoni.

 Życie niewyczerpane topi w swojej woni

 Ogromny sen, gdzie Brahma, wieczysty Bóg w niebie,

 Ujrzał się i rozpoznał, i ukochał siebie.

### Działalność przekładowa
Działalność przekładowa Leconte’a de Lisle’a, oprócz tłumaczenia Iliady i Odysei Homera (1866-1868), obejmowała tragedie antyczne oraz wiersze zebrane. Wybór epoki jest w tym przypadku znaczący; parnasista posługiwał się tłumaczeniami w celu szlifowania swojego poetyckiego warsztatu w duchu wzorców klasycznych. Było to również podyktowane gloryfikacją antycznego politeizmu, greckiej demokracji oraz ideałów ładu i harmonii.
Pierwszym przekładem Leconte’a de Lisle’a były Ody i epigramy Teokryta (1861). Następne to: dzieła Hezjoda i Tyrteusza (1869), wybór sztuk Ajschylosa (1872), wiersze zebrane Horacego (1873), sztuki Sofoklesa i Eurypidesa (1877-1884).

## Poglądy

### „Sztuka jako kontemplacja”
Włoski eseista Nicola Chiaromonte w jednej ze swoich notatek na temat poetów literatury modernistycznej napisał: „Kiedy zabrakło zaufania do ludzkości, w drugiej połowie zeszłego wieku (...), czynią z literatury wartość samą w sobie. Literaci stają się od tego czasu walczącą awangardą, zakonem rycerskim, autorytarną partią. Literatura już nie służy niczemu, jest celem samym w sobie”. Właśnie na gruncie tego przekonania powstał postulat „sztuki czystej” autora Snu kondora oraz jego żarliwa propaganda „sztuki dla sztuki”.

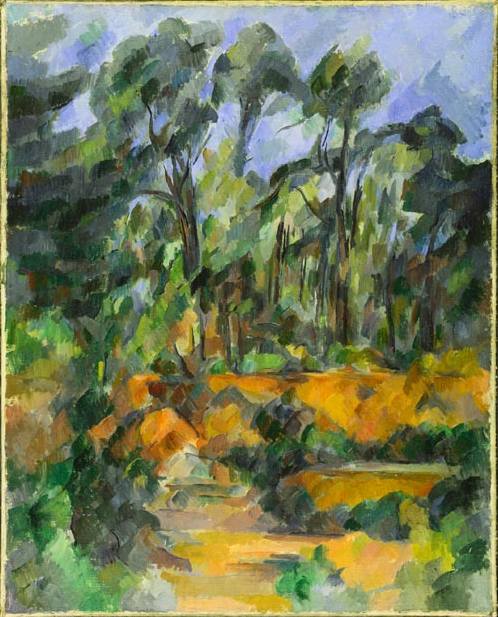
Puszcza (1902-1904), obraz Paula Cézanne’a

Dla Leconte’a de Lisle’a – podobnie jak dla Gustawa Flauberta – kult formy oraz „sztuki dla sztuki” stanowiły jedyny ideał, który nadawał wartość i sens życiu ludzkiemu. Poeta świadomie zajął tym samym anty-romantyczną pozycję „na intelektualnych wyżynach, w spokoju i kontemplacji boskich form”, uważając że „wszelkie dzieła zaważą więcej w ogólnym rozrachunku niż pięćset milionów demokratycznych i społecznych almanachów”. W oczach parnasisty jakiekolwiek działanie na rzecz ideałów okazywało się być złem, ponieważ w miejsce znaczących haseł ewokowało tylko brutalność działań rewolucyjnych. W ostatecznej konkluzji, społeczna aktywność (którą sam niegdyś żarliwie przejawiał) nie zdoła uwrażliwić człowieka; każda kolejna epoka to oddalenie się od klasycznej triady Piękna, Dobra i Prawdy a rozwój społeczeństwa jest w istocie nieuchronną, beznadziejną degradacją wartości humanistycznych. Co ważne, początek rozkładu miał sięgać czasów Peryklesa i Fidiasza.
W obliczu tej straszliwej rozpaczy – pisał de Lisle – najwyższą wartość stanowić miała sztuka. Rozczarowany współczesnością poeta głosił potrzebę wycofania się z życia w świat kontemplacji nieskazitelnego piękna poezji, ale nie tylko – dość śmiało mówił również o porzuceniu „smutnej epoki” na rzecz powrotu do czasów starożytnych, kiedy to „człowiek i ziemia cieszyli się w rozkwicie siły i piękna”. De Lisle stał się tym samym kontynuatorem pogańskiej mistyki Louisa Ménarda na gruncie estetyki oraz myśli społecznej.
Leconte de Lisle, inaczej niż reszta grona parnasistów, nie ograniczał się przy tym do samego zachwytu nad fenomenem słowa, wirtuozerią dźwięków i rymów, choć i tych walorów nie brakowało jego poezji. Autor Sacra fames głębiej pojmował swoje posłannictwo: dla niego sztuka nierozłącznie wiązała się z duchową kontemplacją formy. „Wymagał od siebie i żądał od innych słowa najtrafniejszego i najdokładniejszego, najbardziej prawidłowej konstrukcji, najbardziej skrupulatnego rymu”. Tym tłumaczy się późniejsza pogarda de Lisle’a względem symbolizmu oraz fin de siècle’owego wiersza wolnego.

### Krytyka romantyzmu
Podstawę parnasizmu Leconte’a de Lisle’a stanowiła krytyka romantyzmu; zwłaszcza romantycznego ekshibicjonizmu w ukazywaniu ludzkich uczuć i emocji oraz programu posłannictwa społecznego sztuki. Cechom tym poeta przeciwstawił ideę „sztuki czystej” – sztuki przeznaczonej tylko do kontemplacji i podziwu, pełnej filozoficznego uogólnienia. Chłodny obiektywizm Leconte’a de Lisle’a tłumaczy częste wyzucie jego wierszowanych krajobrazów z jakichkolwiek śladów ingerencji luzkiej; zastąpienie uczuć podmiotu lirycznego symbolicznymi opisami bezludnej Przyrody czy obrazami zwierząt. We wstępie do wydanych w 1952 Poematach antycznych parnasista pisał:

Uczucia osobiste niewiele w Poematach antycznych pozostawiły śladów (...) W publicznym wyznawaniu cierpień serca i jego rozkoszy, tak samo gorzkich, jest niczym nie uzasadniona próżność i profanacja (...) Poezja nowoczesna – chaotyczneodbicie porywczej osobowości Byrona, sztucznej i zmysłowej religijności Chateaubrianda, mistycznego marzycielstwa zza Renu i realizmu poetów jezior, plącze się i rozprasza. Nie istnieje nic mnie żywego i mniej w istocie oryginalnego, pod płaszczem złudnej świetności. Sztuka z drugiej ręki, hybrydyczna i niespoista, zabytek minionych czasów – nic więcej. Cierpliwość społeczeństwa jest zmęczona tą hałaśliwą komedią, odgrywaną na benefis pożyczanego samouwielbienia.

Poglądy te znalazły bezpośrednie przełożenie również w samej twórczości poetyckiej Leconte’a de Lisle’a, czego jednym z licznych przykładów jest wiersz-manifest (czy też anty-manifest), Pokazywacze.
Bodaj ciemności wieczne ze sobą mnie porwały,

 Jeśli ci sprzedam ból mój, moje upojenie;

 Jeśli serce ci wydam, by rozbawić tłuszczę,

 Jeśli, ku twej uciesze, na jarmarcznej scenie

 Z twoją dziwką i błaznem w kontredans się puszczę.
W podobny sposób swoją konkluzję z poetyki romantycznej przedstawiał nieco później Fryderyk Nietzsche w Tako rzecze Zaratustra.

C z a r o w n i k:

Kto mnie ogrzeje, kto mnie jeszcze kocha? Podajcie gorące dłonie! (...) Skręcam się, zwijam, dręczony wszystkimi wiecznymi mękami (...) Wszystkie łez potoki biegną ku tobie!

Z a r a t u s t r a:

Przestań, ty aktorze! Ty fałszerzu! Ty z gruntu kłamco!

Elementy wspólne poezji Leconte’a de Lisle’a i filozofii nietzscheańskiej pojawiają się także w refleksji nad romantycznym pojmowaniem przyrody.

A jeżeli nachodzą ich tkliwe wzruszenia, poeci myślą, że sama natura jest w nich zakochana.

### Pesymizm
Filozoficzny pesymizm Leconte’a de Lisle’a dotykał sfery egzystencjalnej oraz kosmologicznej, stanowiąc bezpośrednią konsekwencję negacji wszelkiej nieśmiertelności lub form wieczności. Jak pisał parnasista, „rzeczywistość nie może zaspokoić ostrego pożądania rzeczy wiecznych”. Zdaniem poety każde stworzenie wypracowuje sobie swój własny system duchowości czy instynktu, który podsyca podświadomość głodem nieśmiertelności. Na tym gruncie powstają rozmaite ideologie oraz metafizyczne dążenia do idealizmu, które w swej końcowej fazie krystalizują w postaci religii. Religia nie ma jednak nic wspólnego z rzeczywistością; swoim oderwaniem od „rzeczy przyrodzonych” w imię „rzeczy duchowych”, stanowi tylko chwilowe uśmierzenie bólu związanego z przemijaniem, formę zbiorowej perswazji umożliwiającej bytom myślącym prawidłowe funkcjonowanie w życiu oraz ratującej od rozpaczy i chaosu.
Leconte de Lisle jest przy tym niejako kontynuatorem filozofii Ludwiga Feuerbacha (Istota chrześcijaństwa, 1841) oraz Davida Hume’a (Naturalna historia religii, 1757).

## Recepcja twórczości

### Literatura
Pomimo iż poezja Charles’a Leconte’a de Lisle’a przez pewien czas stanowiła wysoką pozycję w historii literatury oraz pozostawała w kanonie obowiązkowych lektur we francuskich szkołach, współcześnie popadła w zapomnienie przysłonięta osiągnięciami wielkich nowatorów takich jak Mallarmé czy Rimbaud. Coraz częściej zaczęły pojawiać się zarzuty o zbyt rygorystyczną formę, brak uczuć oraz bezosobowość, którą sam poeta poczytywał sobie jako postęp i cnotę w stosunku do „subiektywizmu” romantycznego. Upodobanie historii i, co za tym idzie, historycznej ścisłości (również języka) zaczęto poczytywać jako nieuzasadnione dziwactwo oraz daremne wskrzeszanie martwej przeszłości za pomocą lirycznych rekonstrukcji. Również szeroka fraza i precyzja języka spotkała się z krytyką młodszych pokoleń, które podobnych walorów oczekiwały raczej od prozy niż poezji. Dodatkową przyczyną zapomnienia Leconte’a de Lisle’a był kłopotliwy dysonans jaki sprawiała jego klasyczna poezja na tle nowatorskiej ewolucji liryki francuskiej, która wiodła od Mallarmégo aż do Guillaume Apollinaire’a. Wszystko to sprawiło, że parnasistę zaczęto stawiać w roli anachronicznego poety „prozaicznej epoki”, a więc epoki pod względem poezji nie wartej zachodu. Uważano go bardziej za narratora i popularyzatora, stawiając go w kontraście z nadchodzącymi zbuntowanymi „prawdziwymi” twórcami. Nie brakło tu również sądów mocno lekceważących, czego przykładem jest wypowiedź Alberta Thibaudeta: „Napuszony i hieratyczny, ale dobry dla zwierząt”. Z kolei niewątpliwie wybitne walory muzyczne liryki Leconte’a de Lisle’a, jeszcze za życia poety, stanęły w cieniu pretensjonalnej, lecz podziwianej przez ogół czytelników twórczości Théodore de Banville’a.

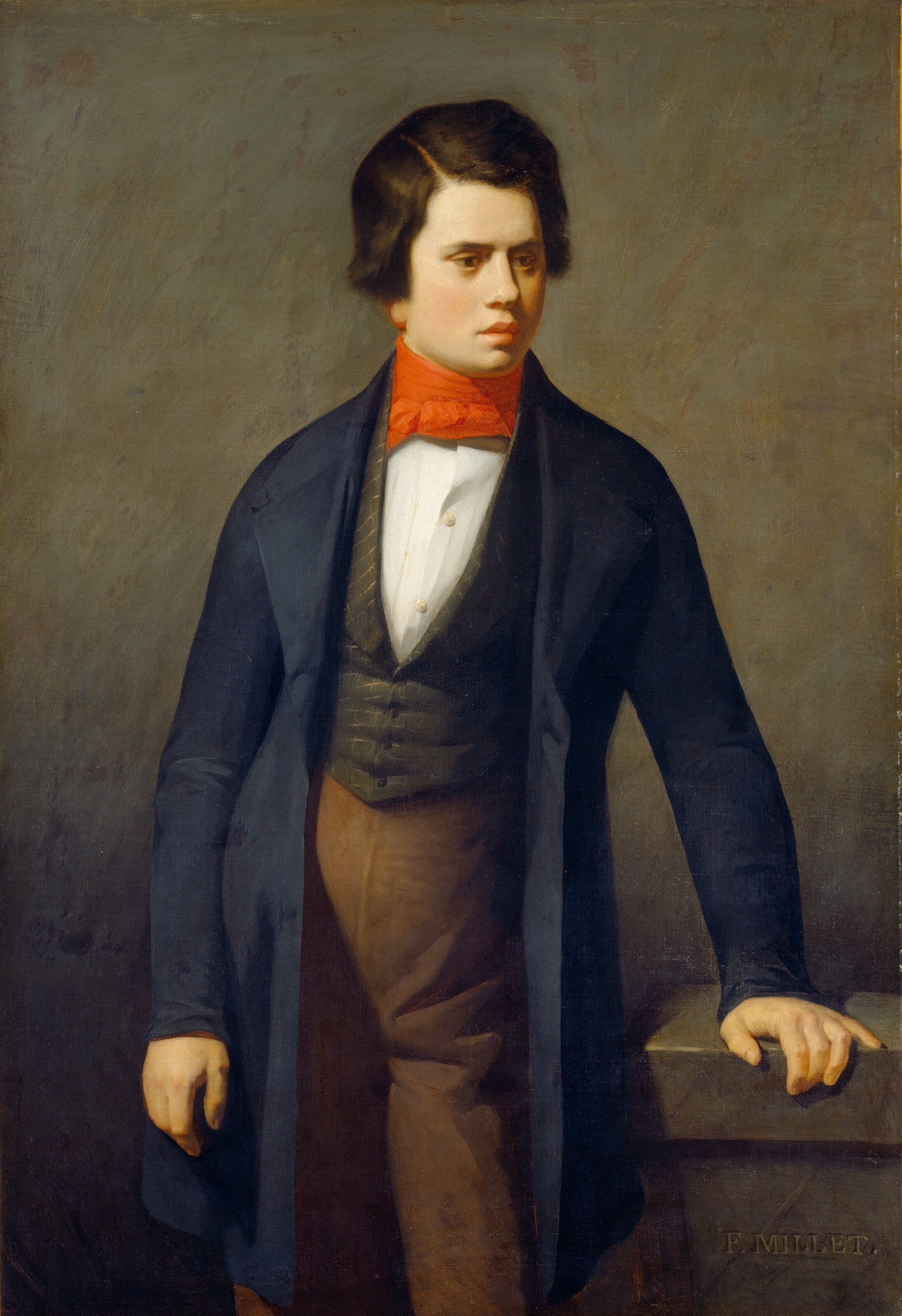
Portret młodego Leconte’a de Lisle’a autorstwa Jeana-François Milleta (1814-1875)

Niemniej, Leconte de Lisle jako gospodarz, organizator i mistrz cosobotnich spotkań literackich oddziałał za życia na rzeszę poetów francuskich drugiej połowy XIX wieku. Jego uczniami byli w większej mierze parnasiści, m.in. laureat Literackiej Nagrody Nobla za rok 1901 Sully Prudhomme, Léon Dierx, François Coppée, Catulle Mendès, Louis-Xavier de Ricard czy inny noblista, Anatole France w początkowej fazie swojej twórczości, w której skłaniał się w stronę poezji refleksyjnej. Wpływ de Lisle’a wyraźnie ujawnił się również w twórczości symbolistów: Paula Verlaine’a, Rainera Marii Rilkego, José Maríi de Heredii, Arthura Rimbauda oraz Stéphane’a Mallarmégo. Ten ostatni kontynuował nawet tradycję sobotnich spotkań literackich w domu de Lisle’a otwierając swoje słynne obiady czwartkowe. Rimbaud wliczył de Lisle’a w grono tzw. „wysokich Jasnowidzów”, przeciwstawiając wysoką wartość jego twórczości – reszcie francuskich romantyków, Alphonse’owi de Lamartinowi czy Alfredowi de Mussetowi. Z kolei José María de Heredia zadedykował de Lisle’owi swój najsłynniejszy tom sonetów, Les Trophées (1893). Wysoką rangę przyznawał poecie Charles Baudelaire w swojej monograficznej pracy na temat „sztuki romantycznej”. Baudelaire porównuje tym samym de Lisle’a do takich twórców jak Ernest Renan czy Théophile Gautier, na ich tle podkreślając jednak wyjątkowość autora Snu kondora.
Leconte de Lisle stał się przedmiotem ostrej krytyki ze strony Comte de Lautréamonta, który w swoich Poezjach nazwał parnasistę – „jeńcem diabła”, a nawet umieścił go (obok Gustave Flauberta, Charles’a Baudelaire’a, Honoré de Balzaca i kilku innych „Wielkich Miękkich Głów”) na swojej liście „szkodliwych pismaków”. Lautréamont oskarżał de Lisle’a i jemu podobnych o odrzucenie wiary w dobroć Boga, rozpacz, rezygnację z uczuć rodzinnych i rangi małżeństwa. Swoją drogą, podobnej krytyce Lautréamonta podległa cała plejada ówczesnej literatury, na przykład Adam Mickiewicz określony został mianem „naśladowcy szatana”, a Johann Wolfgang von Goethe – „samobójcą rozrzewniającym”. Zdaniem autora Pieśni Maldorora, liryka francuska od czasów Jeana Baptiste’a Racine’a „nie dokonała postępu ani o milimetr”; dotyczy to również Leconte’a de Lisle’a, wbrew samemu przekonaniu parnasisty, iż jego szkoła reprezentuje poezję postępu. Paradoksalnie, pomimo tak druzgocących słów krytyki, współcześni badacze literatury francuskiej dostrzegają u Lautréamonta niemal dosłowne powtórzenie poglądów estetycznych Leconte’a de Lisle’a, zwłaszcza jeśli chodzi o anty-romantyczne deklaracje. Pieśni Maldorora posiadają nawet parafrazę wiersza Leconte’a de Lisle’a Wyjcy.
| Pieśni Maldorora, Comte de Lautréamont | Wyjcy, Leconte de Lisle |
| Przy świetle księżyca, niedaleko morza, na odludnych połaciach ziemi, pogrążeni w gorzkich rozmyślaniach (...). Kiedy leżąc już w łóżku, usłyszysz szczekanie psów na polach (...) nie szydź z tego, co robią – są trawione nienasyconym głodem nieskończoności, jak ty, jak ja. | Huczało morze mroczne, piętrząc fal ogromy, Na skaliskach, objętych gęstą burzą piany. Noc uwielokrotniła te przeciągłe chóry (...); Na suchym brzegu morskim, przez duszne wyziewy (...); Chude psiska, uniósłszy swój pysk, w samotności, Posyłały w mrok nocny nie milknące śpiewy (...). Ów krzyk rozdzierający dzikiego cierpienia. |

### Muzyka poważna
Walory estetyczne wierszy Leconte’a de Lisle’a inspirowały również twórców muzyki poważnej XIX wieku. W latach (1883-1884) romantyczny kompozytor Ernest Chausson napisał liryczną operę w dwóch aktach wzorowaną na poemacie Hélène. Nie jest to jedyny przykład czerpania z twórczości parnasisty u tego kompozytora; rok wcześniej powstało Le Colibri, zaś następne to – Hymne védique (1886), La Cigale (1887), Chant nuptial (1887-1888) oraz Hylas (1879–1880).

## Leconte de Lisle w Polsce
Pierwsze polskie przekłady poezji Charles’a Leconte’a de Lisle’a ukazywały się pod koniec XIX wieku na łamach warszawskiego „Życia” oraz „Chimery”; tłumaczyli go m.in.: Antoni Lange, Leopold Staff i Zenon Przesmycki. Z tej racji twórczość parnasisty odegrała rolę zwłaszcza dla poetów pierwszego pokolenia Młodej Polski. Jako przywódca le Parnasse contemporain de Lisle wywarł dość spory wpływ na takich autorów jak: Felicjan Faleński, Adam Asnyk czy Aleksander Michaux – jeden z najwcześniejszych uczniów autora Snu kondora – u którego widać podobne wykorzystanie rekwizytów antycznych i biblijnych oraz ostrą krytykę społeczeństwa wyrosłego na ideałach pozytywistycznych.

Midas po uszy brnie w błyszczącym złocie,

Plato mrze z głodu lub chleb z błota grzebie,

Zbrodnia się śmieje w same oczy cnocie,

I, by grom nie spadł na jej podłą głowę,

Ma konduktory i banki ogniowe...

Cnota – czcze słowo. Gdzież jest krzyż Golgoty?

Jest Bóg na świecie... O! jest! – Cielec złoty!

Nieco wcześniej wiersz de Lisle’a Niobé zacytował w oryginale Teofil Lenartowicz, na początku poematu Dwaj Towiańczycy.
Leconte de Lisle był również mistrzem Antoniego Słonimskiego.

### Polskie wydania dzieł Leconte’a de Lisle’a
- Leconte de Lisle, Erynnie: tragedya starożytna w dwóch częściach, wierszem. Kraków, Redakcya „Świata”, 1891. Tłumaczenie Zenona Przesmyckiego. Książka nie była wznawiana od czasu publikacji pierwszego wydania.
- Leconte de Lisle, Poezje. Warszawa 1980. Jak dotąd w Polsce ukazało się zaledwie jedno książkowe wydanie Poezji parnasisty, zawierające nowe tłumaczenia autorstwa m.in. Janusza Strasburgera, Małgorzaty Zięby czy Hanny Igalson.

## Dzieła
- 1852. Poèmes antiques.
- 1855. Poèmes et Poésies.
- 1856. Le Chemin de la Croix ou La Passion.
- 1862. Poésies Barbares.
- 1871. Le Soir d’une Bataille.
- 1871. Le Sacre de Paris.
- 1884. Poèmes Tragiques.